# Nielep
Nielep is een plaats in het Poolse district  Świdwiński, woiwodschap West-Pommeren. De plaats maakt deel uit van de gemeente Rąbino en telt 360 inwoners.

## Verkeer en vervoer
- Station Nielep